# 라지야바르다나 2세
라지야바르다나 2세는 프라바카라바르다나의 장남이자 푸시야부티 왕조의 일원으로 아버지가 사망한 후 왕위에 올랐고 나중에 동생인 하르샤가 왕위를 계승했다.

## 생애
라지야바르다나의 생애에 관한 현대의 정보는 그 범위와 유용성에 제한이 있다. 당나라 승려인 현장과 시인이자 음유시인인 바나바타의 서기 7세기 작품인 하르사차리타에서 그를 언급한다. 둘 다 공정한 설명을 제공하지 않으며, 그들은 실질적인 세부 사항에서 차이가 있다. 군사 역사가인 카우쉬크 로이는 하르사차리타를 "역사 소설"로 묘사하지만 사실은 정확한 근거를 가지고 있다.
라지야바르다나는 프라바카라바르다나와 그의 왕비 야소마티의 두 아들 중 장남이었다. 이 부부에게는 딸 라자야슈리도 있었는데, 그는 카나우지 왕국의 마우카리 왕조의 일원인 그라하바르만과 결혼했다. 프라바카라바르다나는 정확한 날짜는 불확실하지만 서기 585년에서 606년경에 타네사르 지역의 강력한 통치자였다. 역사가 라메시 찬드라 마줌다르는 그가 죽었으며 서기 604년에 라지야바르다나가 왕위를 계승했다고 말하지만, 카우쉬크 로이는 서기 606년을 연도로 제시하고 있으며, 일부 자료에 따르면 605년이라고 한다. 프라바카라바르다나는 구자라트, 간다라, 신드의 통치자들을 물리침으로써 영토를 확장했으며, 후나족의 침입에도 저항했다. 그는 아들들이 후나족과 싸우는 동안 사망했다.
벵골의 가우다 왕국의 통치자 샤샹카가 용납할 수 없을 정도로 그라하바르만과 라지야슈리의 결혼 동맹은 바르다나와 마우카리 간의 유대를 강화했다. 샤샹카는 말와 왕국과 동맹을 맺어 보복했고, 가우다 군대는 카나우지를 기습 공격하는 데 성공한 것으로 보인다. 이때 그라하바르만이 죽고 라지야슈리가 포로로 잡혔으며, 이로 인해 라지야바르다나는 차례로 보복하게 되었다. 그는 1만 명의 기병대를 이끌고 말와 통치자를 격퇴하는 데 성공했으며, 동생 하르샤가 보병과 전쟁 코끼리의 주력 부대를 이끌며 지원했다.
라지야바르다나의 성공은 그의 적을 공격하는 선봉대를 상대로 한 것이었다. 그는 카나우지에서 진격하기 위해 이동하던 중 606년 후에 죽었다. 그는 아마도 배반을 염두에 두고 그를 회의에 초대했을 수도 있는 샤샹카에 의해 살해되었을 가능성이 있지만, 이 주장에 대한 유일한 자료는 샤샹카에 대해 불리하게 기록할 이유가 있는 바나바타와 현장의 자료뿐이다. 
하르샤는 라지야바르다나의 뒤를 이어 타네사르의 통치자가 되었고, 그의 형제의 죽음을 복수할 것을 맹세하였다.

## 참고 문헌
- Allan, J.; Haig, T. Wolseley; Dodwell, H. H., 편집. (1934), 《The Cambridge Shorter History of India》, Cambridge University Press
- Majumdar, Ramesh Chandra (1977) [1952], 《Ancient India》 Reprint판, Motilal Banarsidass, ISBN 978-8-12080-436-4
- Roy, Kaushik (2013), 〈Bana〉,   Coetzee, Daniel; Eysturlid, Lee W., 《Philosophers of War: The Evolution of History's Greatest Military Thinkers》, ABC-CLIO, ISBN 978-0-313-07033-4
- Sengupta, Nitish K. (2011), 《Land of Two Rivers: A History of Bengal from the Mahabharata to Mujib》, Penguin Books India, ISBN 978-0-14341-678-4

## 추가 읽기
- Banabhatta (1897). 《The Harsa-carita of Bana》. Royal Asiatic Society.